# Аншиета, Жозе ди
Жозе́ ди Аншие́та, или Ио́сиф ди Аншие́та, или Хосе́ де Анчье́та Льяре́на, (порт. José de Anchieta, исп. José de Anchieta Llarena; 19 марта 1534, Сан-Кристобаль-де-ла-Лагуна, Канарские острова — 9 июня 1597, Аншиета, Бразилия) — иезуитский миссионер с Канарских островов, одна из крупнейших фигур в истории и культуре колониальной Бразилии в течение первого столетия после её открытия португальцами. Участник основания городов Сан-Паулу (25 января 1554 года) и Рио-де-Жанейро (1 марта 1565 года). Писатель и поэт, признанный основоположник бразильской литературы. Составил первую грамматику языка тупи. За огромный вклад в дело просвещения и христианизации бразильских индейцев получил прозвище «Апостол Бразилии»; католической церковью причислен к лику святых (2014). День Аншиеты (9 июня) с 1965 года отмечается в Бразилии как национальный праздник.
Его именем названы два бразильских города — один в штате Эспириту-Санту (бывшая Реритиба), другой — в штате Санта-Катарина.

## Биография

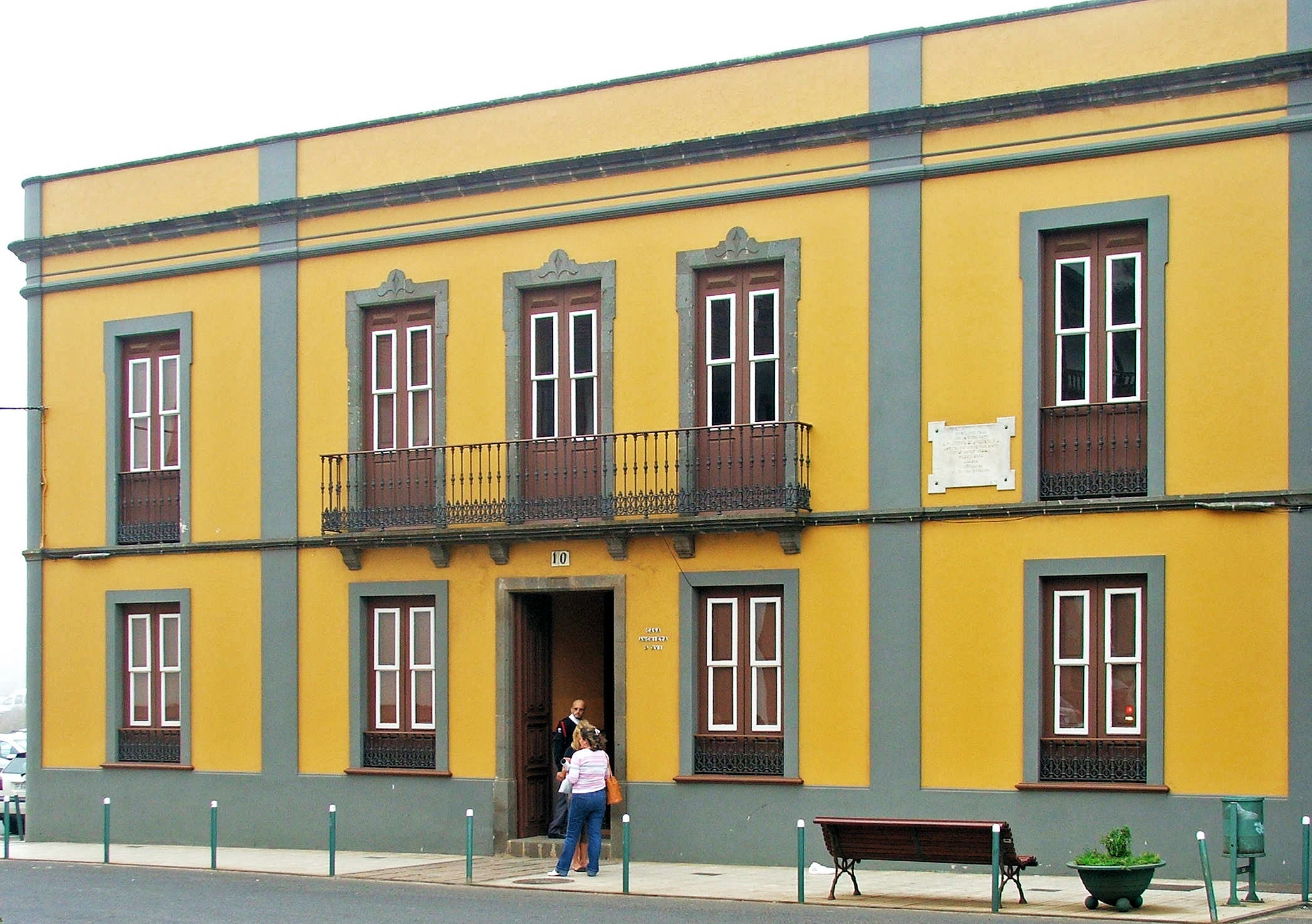
Место рождения Жозе де Аншиеты в Сан-Кристобаль-де-ла-Лагуна (Тенерифе).

### Семья и детство
Родился на острове Тенерифе (Канарские острова) в богатой семье.
Его отец Хуан Лопес де Анчиета, землевладелец из Уррестильи (Страна Басков), бежал на Тенерифе из-за участия в неудачном восстании комунерос против испанского короля Карлоса I (Император Священной Римской империи Карл V). Двоюродным братом Хуана Лопеса де Анчиеты был Бельтран Яньес де Оньяс-и-Лойола — отец Игнатия де Лойолы.
Мать — Менсия Диас де Клавихо-и-Льярена — принадлежала к богатому семейству еврейского происхождения (её отец Себастьян де Льярена был «новым христианином» из Кастилии, а также племянником капитана Фернандо де Льярены — одного из первых испанских завоевателей Тенерифе). К моменту брака с Хуаном Лопесом де Анчиетой она была вдовой бакалавра Нуньо Нуньеса де Вильявисенсио, «нового христианина», и матерью двоих детей.
В этом браке родилось десять детей, среди которых Хосе был третьим по счету.
Начальное образование Хосе получил у монахов-доминиканцев. В детские же годы он впервые ощутил своё религиозное призвание.
Помимо Хосе духовный сан впоследствии приняли также его единоутробный брат Педро Нуньес и родной брат Кристобаль.

### Юность
Еврейское происхождение стало главной причиной отправки 14-летнего Хосе на учёбу не в Испанию, а в Португалию, поскольку Инквизиция в этой стране не была столь сурова, как в Испании. В 1548 году Аншиета переехал в Коимбру, где стал изучать философию в иезуитской Коллегии искусств при Университете Коимбры. В соответствии с духом того времени он получил в этом учебном заведении ренессансное образование, преимущественно филологическое и литературное.
В 1551 году Аншиета принес обет целомудрия перед статуей Пресвятой Девы в кафедральном соборе Коимбры и, решив посвятить себя служению Богу, вступил в новициат Общества Иисуса при Университете Коимбры. Выказывая необычайный религиозный пыл, он проводил время в многочасовых молитвах, бдениях и самобичеваниях, что ещё более ослабило и без того слабый от природы организм юноши. Помимо этого он пережил несчастный случай: ему на спину обрушилась лестница-стремянка. В результате последовавшей травмы позвоночника он на всю жизнь остался сгорбленным и никогда не избавился от приступов боли в спине.

### Деятельность в Бразилии

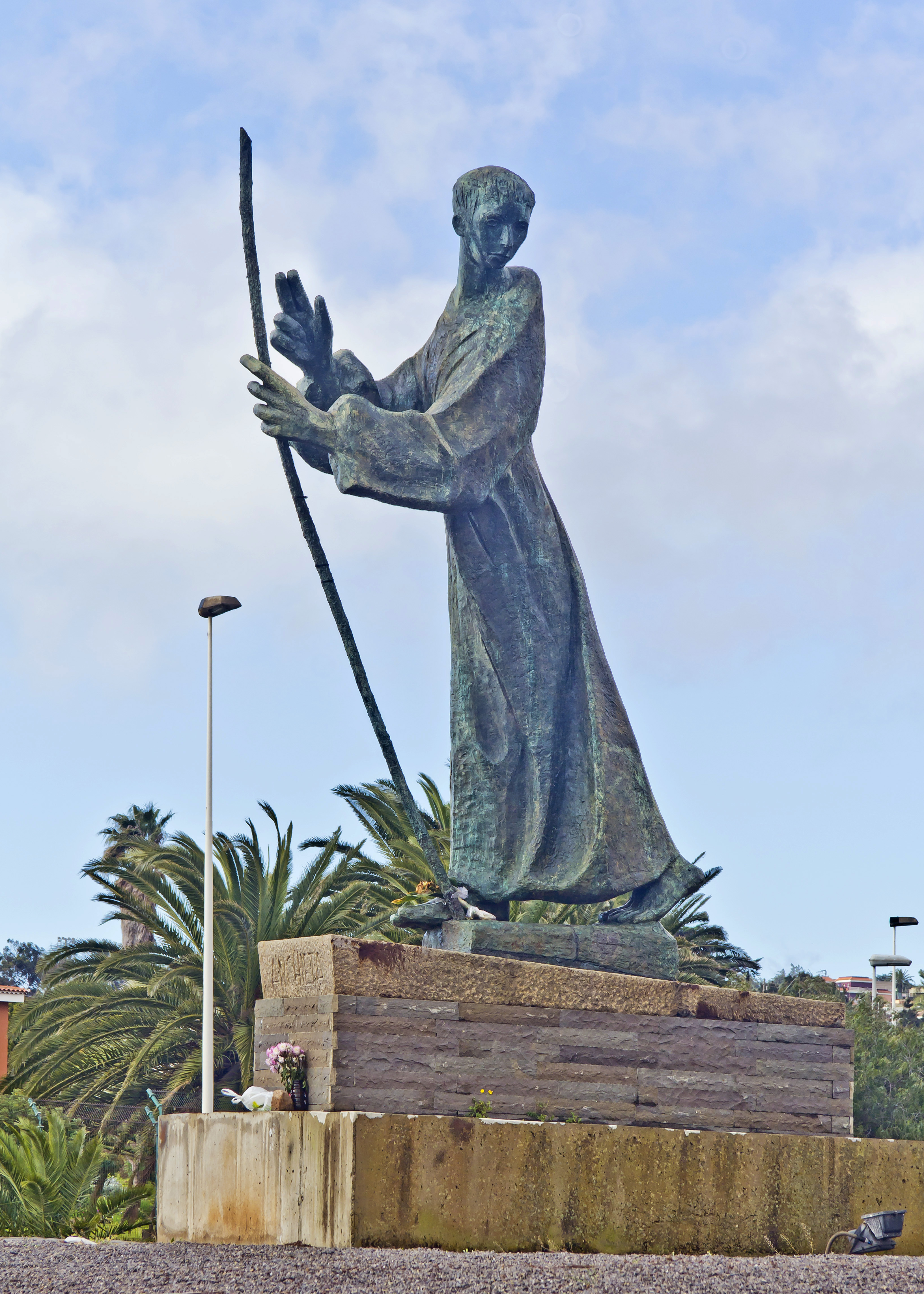
Памятник Аншиете в городе Сан-Кристобаль-де-ла-Лагуна на Тенерифе

В это время из Бразилии стали поступать просьбы о срочном направлении новых миссионеров для проведения евангелизации индейского населения. Как подчеркивал настоятель иезуитской миссии в Бразилии отец Мануэл да Нобрега, ему требовались любые сотрудники, «даже слабые разумом и больные телом». Молодой Аншиета, которому врачи к тому же порекомендовали климат Нового Света для восстановления здоровья после перенесенной травмы, с радостью отправился с миссией за океан.
Вторая по счету группа иезуитов, направлявшихся в Бразилию, в которой оказался Аншиета, отправилась в плаванье с эскадрой нового португальского генерал-губернатора Бразилии Дуарти да Кошты 8 мая 1553 года и 13 июля прибыла в Баию. В это время отец Нобрега находился в капитании Сан-Висенти, и его знакомство с Аншиетой (впоследствии переросшее в личную дружбу) состоялось позднее.
В период акклиматизации Аншиета преподавал латынь детям переселенцев и погрузился в изучение языка тупи. В октябре 1553 года группа из 13 миссионеров, среди которых находились Нобрега и Аншиета, отправилась в Сан-Висенти. После опасного двухмесячного путешествия, в ходе которого они пережили кораблекрушение, иезуиты достигли Сан-Висенти (24 декабря). Оттуда они отправились на плато Пиратининга, где 24 января 1554 года группа поселилась в маленькой бедной хижине, построенной для них индейцами гуаянас по приказу их касика Чибириса между небольшими реками Тамандуатеи и Аньянгабау — притоками реки Тьете. На следующий день, 25 января, в праздник Обращения св. Павла, была отслужена первая месса в Пиратининге, а новое жилище посвящено Апостолу язычников. На мессе, помимо иезуитов и индейцев, присутствовал также португальский бандейрант Жуан Рамалью и его жена Бартира — дочь касика Чибириса.
Вместе со своими товарищами-иезуитами Аншиета в течение десяти лет занимался там христианизацией, катехизацией и образованием индейцев. Коллегия Сан-Паулу-ди-Пиратининга вскоре стала центром процветающего поселения, в первый год своего существования насчитывавшего 130 жителей, 36 из которых приняли крещение.
В 1563 году Мануэл да Нобрега избрал Аншиету своим помощником для крайне непростой миротворческой миссии. Не в силах более сносить жестокости португальских колонизаторов, индейцы, населявшие побережье современных штатов Сан-Паулу, Рио-де-Жанейро и Эспириту-Санту образовали так называемую «конфедерацию тамойос», вскоре заключившую союз с французскими колонистами-гугенотами, провозгласившими колонию Антарктическая Франция и основавшими форт Колиньи в заливе Гуанабара под предводительством вице-адмирала Николя Дюрана де Вильганьона. Начиная с 1562 года нападения тамойос поставили под угрозу само существование капитании Сан-Висенти.
Нобрега и Аншиета предприняли путешествие в селение Ипероиг (современный город Убатуба, штат Сан-Паулу) и вступили там в мирные переговоры с индейцами тупинамбас (занимавших господствующее положение в конфедерации) с целью предотвратить их дальнейшие нападения на Сан-Висенти. Ключевую роль в этих переговорах сыграло великолепное знание Аншиетой языка тупи-гуарани. На протяжении пяти месяцев Аншиета оставался добровольным заложником тамойос, в то время как Нобрега для завершения переговоров вернулся в Сан-Висенти в сопровождении Куньямбебе — сына касика тупинамбас. Во время пребывания в Ипероиге Аншиете несколько раз едва удалось избежать смерти от рук индейцев-каннибалов. Переговорный процесс завершился заключением Ипероигского мира — первого мирного договора между индейцами Нового Света и европейцами, который фактически клал конец конфедерации тамойос и устранял на том этапе франко-индейскую угрозу для португальских колоний.
Находясь в индейском плену, Аншиета сложил свою знаменитую поэму De Beata Virgine Dei Matre Maria, более известную как Поэма Деве. Не имея бумаги, он, согласно легенде, каждое утро записывал двустишия на прибрежном песке и заучивал их наизусть, и лишь намного позже смог перенести более чем 4 000 строф на бумагу. Также по легенде, в плену Аншиета проделал сеанс левитации на глазах у индейцев, которые, ужаснувшись, сочли его колдуном.
В 1564 году в Бразилию во главе военного флота прибыл Эштасиу ди Са, племянник нового генерал-губернатора Мема ди Са, с приказом окончательно вытеснить французских колонистов. Во время пребывания флота в Сан-Висенти Нобрега оказал активную помощь в снабжении экспедиции, которая отправилась на войну против французов в январе 1565 года. Вместе с Эштасиу ди Са отправился и Аншиета, принявший участие в закладке крепости Сан-Себастьян (будущий Рио-де-Жанейро) у подножья горы Пан-ди-Асукар в марте 1565 года. В дальнейшем Аншиета был участником военных действий между португальцами и французами и индейскими союзниками, выступавшими на обеих сторонах; он действовал как хирург и переводчик. В 1566 году он отправился в Баию с донесением генерал-губернатору о ходе войны против французов и с просьбой о направлении подкреплений в Рио-де-Жанейро. Во время пребывания в Баие 32-летний Аншиета был рукоположён в священники.
В 1567 году он участвовал в заключительных, победных сражениях против французов и присутствовал при последних минутах Эштасиу ди Са, получившего смертельное ранение в бою.
Сохранился не подтверждаемый документами рассказ о решающем участии Нобреги и Аншиеты в аресте беженца-гугенота, портного Жака Ле Байё, по приказу генерал-губернатора Мена ди Са в 1559 году и вынесении ему смертного приговора за проповедование протестантских ересей. В 1567 году Ле Байё был переправлен в Рио для проведения казни. Однако палач отказался исполнить приговор и тогда, горя желанием покончить с ересью, Аншиета якобы задушил Ле Байё собственными руками. Крупнейший биограф Аншиеты отец-иезуит Элиу Абраншис Виотти, основываясь на ряде противоречащих этому рассказу документов, называет этот эпизод апокрифическим.
В 1567 году он возвратился в Рио, а позже в том же году был назначен настоятелем иезуитских домов в Сан-Висенти и Сан-Паулу. В 1569 году основал поселение Реритиба (Иритиба) — современный город Аншиета в штате Эспириту-Санту.
В течение трех лет (1570—1573) Аншиета был ректором иезуитской Коллегии Рио-де-Жанейро, сменив в этой должности Мануэла да Нобрегу, скончавшегося в 1570 году. 8 апреля 1577 года генерал Общества Иисуса Эверардо Меркуриано назначил его провинциалом Общества Иисуса в Бразилии. Аншиета занимал эту должность 10 лет.
Начиная с 1570 года, несмотря на своё слабое здоровье и тяготы долгого пути по суше и по морю, Аншиета много путешествовал, преодолевая огромные расстояния в пределах территории современных штатов Рио-де-Жанейро, Баия, Эспириту-Санту и Сан-Паулу, посещая каждую из иезуитских миссий. Невзирая на змей и диких животных, он предпринимал многочисленные экспедиции по неизведанным лесам в поисках индейских племен, ещё не охваченных христианской проповедью.
В 1587 году был освобожден от должности по собственной просьбе, однако затем ещё возглавлял Коллегию в Витории (Эспириту-Санту) до 1595 года.

### Смерть
В 1595 году, в связи с ухудшением здоровья, Аншиета смог, наконец, удалиться на покой в Реритибу, где скончался двумя годами позднее. Он был оплакан 3000 индейцами, высоко ценивших его усилия по защите их жизни и человеческого достоинства.
Похоронен в Витории. Его именем названы два бразильских города — один в штате Эспириту-Санту (бывшая Реритиба), другой — в штате Санта-Катарина, а также много других мест, дорог, учреждений, госпиталей и школ.

## Отношение к индейцам

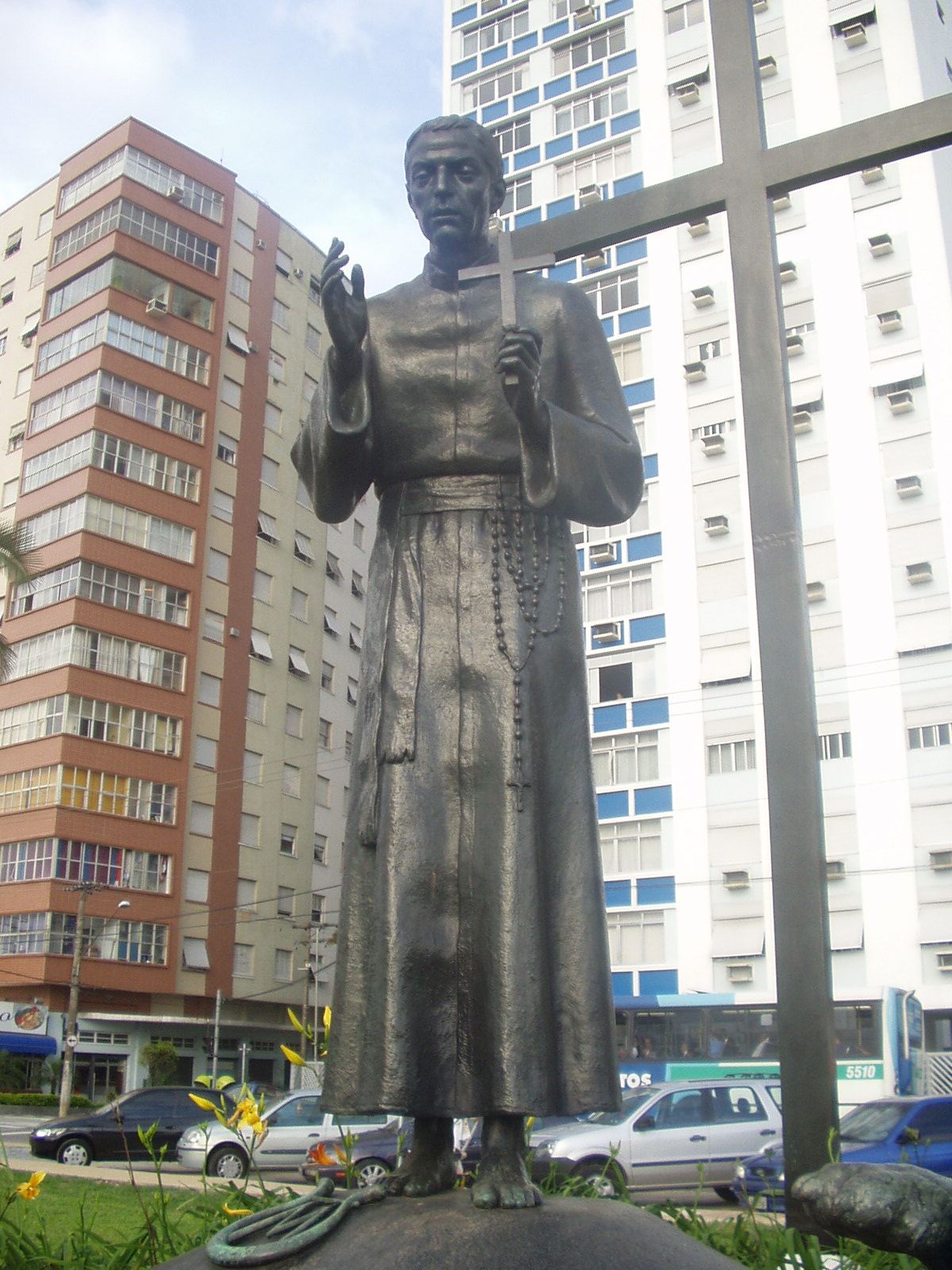
Статуя Отца Аншиета в Сан-Паулу, Бразилия

Просветитель и апостол индейцев, Аншиета неизменно выступал (зачастую в ущерб себе) их защитником от бесчинств со стороны португальских колонизаторов, резко осуждая последних за то, что они не считали коренное население за людей. Его деятельность в Бразилии, в его собственном представлении, должна была быть направлена на благо простых и беззащитных коренных народов. Он изучал их язык, обычаи и мировоззрение, всячески старался сблизиться с ними и принимать участие в их жизни и, в конечном счете, вносил большой вклад в развитие их материальной и духовной культуры, а также обеспечение их личной и общественной безопасности.
В то же время он был далек от идеализации индейцев и в своих произведениях указывал на их недостатки, которые требовалось искоренить: леность и праздность, пьянство и разврат, жестокость и каннибализм и т. д. При этом он, впрочем, отмечал, что самым дурным поведением отличаются те из индейских племен, которые больше других общаются с европейцами — португальцами и французами.
В течение своей жизни и после смерти Аншиета оставался для индейцев почти сверхъестественным существом. Вокруг него сложилось много легенд, как, например, легенда о том, как он Божьим Словом смог остановить нападающего ягуара. Согласно бытующему до наших дней народному поверью, молитва Аншиете помогает против нападений диких животных.

## Беатификация
Несмотря на то, что кампания за беатификацию Жозе ди Аншиеты началась ещё в 1617 году в капитании Баия, она была осуществлена только в июне 1980 года Папой Иоанном Павлом II. Как представляется, изгнание иезуитов из Бразилии и Португалии, проведенное маркизом ди Помбалом в 1759 году, помешало этому процессу, начатому ещё в XVII столетии.

## Канонизация
Аншиета был канонизирован 3 апреля 2014 года Папой Франциском. Он стал вторым святым родом с Канарских островов после Педро Бетанкура.

## Путь Аншиеты
В своё время Аншиета был известен среди индейцев как абаребебе, что означает святой отец-скороход (или святой отец-летун). В результате своих регулярных путешествий он дважды в месяц преодолевал путь вдоль побережья от Реритибы до острова Витория, совершая краткие остановки для молитвы и отдыха в населенных пунктах Гуарапари, Сетиба, Понта-да-Фрута и Барра-ду-Жуку.
В наши дни это расстояние, составляющее приблизительно 105 километров, преодолевают пешком паломники и туристы по образцу Пути Сантьяго в Испании.

## Литературная деятельность

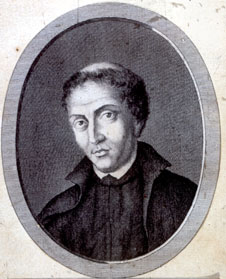
Вымышленный портрет 1807 года

Поражают объём и разносторонность литературного наследия апостола Бразилии, считающегося первым бразильским писателем. Он был грамматиком, поэтом, драматургом и историком и писал на четырёх языках: португальском, испанском, латыни и тупи.
Он был также проницательным натуралистом, описавшим несколько новых видов растений и животных, а также превосходным врачом и хирургом.

### Поэзия
Его поэма De gestis Meni de Saa (О деяниях Мена ди Са) (ок. 1560), предшествовавшая Лузиадам Камоэнса, повествует о борьбе португальцев и французских гугенотов в Бразилии; она стала первым произведением в жанре эпической поэзии в Новом Свете.
Свою знаменитую поэму De Beata Virgine Dei Matre Maria, более известную как Поэма Деве, сложенная им в индейском плену и насчитывающая 4172 строфы.

### Драматургия
Аншиета создавал религиозные гимны и драмы, чтобы посредством музыки и театра научить индейцев основам нравственности. Наиболее известное его драматическое произведение — Ауто о святом Лоренсу или На празднике святого Лоренсу (Auto de São Lourenço или Na Festa de S. Lourenço) — трехъязычная пьеса на латыни, португальском и тупи-гуарани. Сюжет пьесы богат персонажами и драматическими ситуациями, тема мученичества святого раскрывается в песне, борьбе и танце.

### Грамматика языка тупи
Искусство грамматики наиболее используемого языка на побережье Бразилии (Arte da gramática da língua mais usada na costa do Brasil) является первым трудом, содержащим основы языка тупи. По прибытии в Бразилию Аншиета получил задание от Мануэла да Нобреги овладеть языком коренного населения; он завершил его изучение спустя шесть месяцев, а через год уже овладел им в полной мере и впоследствии написал на нём многие свои произведения. Искусство грамматики было издано в 1595 году в Коимбре Антониу ди Маризом. В настоящее время сохранилось два экземпляра этого издания (два из них находятся в Национальной библиотеке Рио-де-Жанейро). Это — второе из опубликованных произведений Аншиеты и второй труд, посвящённый индейским языкам (после появления в Мексике в 1571 году Искусства мексиканского и кастильского языка брата Алонсо де Молины).

### Историография
Важнейшими историческими трудами Жозе ди Аншиеты являются его Письма, а также ряд Сообщений. Эти документы описывают события, свидетелем и участником которых Аншиета являлся на протяжении своей 30-летней миссионерской деятельности в Бразилии.
Четкие и детальные описания Аншиеты и сегодня имеют большое значение для понимания образа жизни, уровня знаний и обычаев современных ему индейцев и европейцев, а также открытий в области дикой природы и географии Бразилии.

### Сообщение о Бразилии и её капитаниях, 1584 год

#### Первый перевод Жозе ди Аншиеты на русский язык, 2010
В 2010 году О. Дьяконовым выполнен первый перевод на русский язык произведения Жозе ди Аншиеты — Сообщения о Бразилии и её капитаниях — 1584 год.
Документ принадлежит к числу нескольких исторических сообщений (Сообщение о Бразилии и её капитаниях — 1584 год, Сообщения о провинции Бразилия для Нашего Отца и Исторические фрагменты), впервые обнаруженных в библиотеке португальского города Эвора бразильским историком и дипломатом Франсиску Адолфу ди Варнхагеном, виконтом Порту-Сегуру (1816—1878), который передал их Бразильскому Историческому и Географическому институту (IHGB).
Рукопись, написанная на португальском языке XVI века, была опубликована в Журнале Бразильского Исторического и Географического Института (RIHGB), т. VI, № 24, за 1844 год. Позднее один из крупнейших бразильских историков Жуан Капистрану Онориу ди Абреу (1853—1927), разыскавший более точную копию Сообщения в той же библиотеке Эворы, уже вполне уверенно установил авторство Аншиеты (впервые предложенное Варнхагеном). Об этом свидетельствует, в частности, детальный рассказ автора Сообщения о событиях, связанных с основанием Сан-Паулу, и в целом — его повышенное внимание к делам южной части побережья и информированность о них, и, напротив, достаточно поверхностное описание событий на севере.
С копии Капистрану ди Абреу, опубликованной в 1933 году в фундаментальном собрании трудов Аншиеты Письма, сообщения, исторические фрагменты и проповеди отца Жозефа ди Аншиеты, О. И. (1554—1594) (Cartas, Informações, Fragmentos Historicos e Sermões do Padre Joseph de Anchieta, S. J.) выполнен перевод на русский язык О.Дьяконовым. При этом переводчик постарался также указать все основные смысловые различия, а также различия в написании имен и названий, содержащиеся в рукописи Варнхагена издания RIHGB 1844 года, поскольку она нередко содержит некоторые дополнительные слова и фрагменты, отсутствующие в версии Капистрану ди Абреу, или представляет альтернативное (иногда более ясное) прочтение тех или иных мест в тексте.

### Сообщение о браках у индейцев Бразилии, 1560-е
Копия Сообщения о браках у Индейцев Бразилии, принадлежащего перу Жозе ди Аншиеты, впервые была представлена Бразильскому историческому и географическому институту (IHGB) в 1844 году историком и дипломатом Франсиску Адолфу ди Варнхагеном, разыскавшим этот документ в Библиотеке Эворы, cod.CXVI/1-33, f.130v (Португалия). В своем сопроводительном письме Институту он указывал на вновь найденный документ как имеющий непосредственное отношение к опубликованному незадолго до этого исследованию полковника Ж. Ж. Машаду ди Оливейры Каково было социальное положение женщины среди аборигенов Бразилии? (Qual era a condição social do sexo femenino entre os indigenas do Brasil? в Журнале Бразильского исторического и географического института (RIHGB), № 14, т. IV, 1842). Полемизируя с Машаду ди Оливейрой, Варнхаген подчеркивал, что факты, приводимые в Сообщении о браках у Индейцев Бразилии, «войдут в противоречие со взглядами г-на Машаду ди Оливейры» и «затемнят прозаическими красками некоторые радужные картины», которые рисуют «красивые и утешительные теории» этого автора.
Свою находку Варнхаген описывал следующим образом: «В одной ценной книге с 215 листами, переплетенной в пергамент и ныне принадлежащей Библиотеке Эворы, содержатся бумаги, связанные с иезуитами Бразилии в конце 16-го века и написанные почерком того времени; на странице 130 мы находим доклад, посвященный упомянутому предмету (то есть положению женщины у бразильских индейцев), занимающий шесть страниц, и на полях имеется сделанная тем же почерком пометка, что его написал Жозеф Аншиета (Joseph Anchieta). Этот доклад имеет важнейшее значение в свете приводимых в нём фактов…».
Согласно описанию оригинала, данному Варнхагеном, имеется только имя автора, но никакой даты при этом нет. Однако, Сообщение принадлежит, скорее всего, 1560-м годам, поскольку упоминаемые исторические лица непосредственно связаны с Пиратинингой и заключением мира в Ипероиге. С учётом того, что Аншиета неплохо осведомлен о подробностях «личной жизни» таких касиков, как Куньямбебе и Аимбире, возможно, он писал это уже после своего 5-месячного плена в Ипероиге (когда хорошо узнал их всех), стало быть, после 1563 года, но вряд ли много времени спустя, так как воспоминания об этих вождях были ещё свежи у него в памяти.

## Произведения

### На латинском и португальском языках
- José de ANCHIETA, De Gestis Mendi de Saa. Poema epicum. Introdução, versão e notas pelo Pe. A. Cardoso,SI. São Paulo, Ed. Loyola, em convênio com a Vice-postulação da causa de canonização do Beato José Anchieta, 4ª ed., 1986. 344 p. (Obras Completas, Vol. 1º).
- Joseph de ANCHIETA, Poemas Eucarísticos e outros (De Eucaristia et aliis). Introd., versão e notas do Pe. A. Cardoso, SJ. SP, Ed. Loyola, 1975, 246p. (Obras Completas, v.2).
- Joseph de ANCHIETA, Teatro de Anchieta. Originais acompanhados de trad. versificada, Introd. e notas pelo Pe. A. Cardoso, SJ. SP., Ed. Loyola, 1977,374p. («Obras Completas», Vol.3).
- Joseph de ANCHIETA, Poema da Bem-Aventurada Virgem Maria, Mãe de Deus. Vols. I—II. Originais latinos, acompanhados de trad. em verso alesandrino, Introd. e Anotações ao texto pelo Pe. A. Cardoso, SJ. SP, Ed.Loyola, em convênio com o Instituto Nacional do Livro, MEC, 1980, 312 e 420 p. (Obras Completas, Vol. 4, Tomos 1-2). Existe nova edição, mais popular, sem original latino: José de ANCHIETA, O Poema da Virgem. Trad. port. em ritmos de A. Cardoso, SJ. 5ª ed., SP, Paulinas,1996.
- Joseph de ANCHIETA, Lírica Portuguesa e Tupi. Originais em port. e em tupi, acompanhado de trad. versificada, Introd. e Anotações ao texto pelo Pe. A.Cardoso,SJ. SP, Ed. Loyola/Vice-Postulação da causa de canonização do Beato José de Anchieta, 1984, 232p. (Obras Completas, Vol. 5º, Tomo 1).
- Joseph de ANCHIETA, Lírica Espanhola. Original em espanhol, acompanhado de trad. versificada, Introd. e anotações ao texto pelo Pe. A.Cardoso,SJ. SP, Ed.Loyola/Vice-Postulação da causa de canonização do Beato José de Anchieta, 1984, 168p. (Obras Completas, Vol. 5º, Tomo 2).
- Joseph de ANCHIETA, Cartas: Correspondência ativa e passiva. Pesquisa, Introd. e Notas do Pe. Hélio Abranches Viotti, SJ. SP, Ed. Loyola/VicePostulação da causa de canonização do Beato José de Anchieta, 1984, 504 p. (Obras Completas, Vol. 6º).
- Joseph de ANCHIETA, Sermões. Pesquisa, Introd. e Notas do Pe. Hélio Abranches Viotti, SJ. SP, Ed. Loyola/Vice-Postulação da causa de canonização do Beato José de Anchieta, 1987, 184 p. (Obras Completas, Vol. 7º).
- Joseph de ANCHIETA, Diálogo da Fé. Introd. histórico-literária e Notas do Pe. A. Cardoso,SJ. SP, Ed. Loyola/Vice-Postulação da Causa de Canonização do Beato José de Anchieta, 1988, 240p. («Obras Completas», Vol. 8º).
- Joseph de ANCHIETA, Textos históricos. Pesquisa, Introd. e Notas do Pe. Hélio Abranches Viotti, SJ. SP, Ed. Loyola/Vice-Postulação da Causa de Canonização do Beato José de Anchieta, 1989, 198 p. (Obras Completas, Vol. 9º).
- Joseph de ANCHIETA, Doutrina Cristã: Tomo 1: Catecismo Brasílico; Tomo 2: Doutrina Autógrafa e Confessionário. Edição fac-similar. Introd. histórico-literária, Trad. e Notas do Pe. Armando Cardoso,SJ. SP, Ed. Loyola/Vice-Postulação da Causa de Canonização do Beato José de Anchieta, 1993, 148p. (Obras Completas, Vol. 10º).
- Joseph de ANCHIETA, Arte de Gramática da Língua mais usada na costa do Brasil. Edição fac-similar. Apresentação Prof. Dr. Carlos Drumond. Aditamentos Pe. A.Cardoso,SJ. SP, Ed. Loyola/Vice-Postulação da Caisa de Canonização do Beato José de Anchieta, 1990, 232p. (Obras Completas, Vol. 11).

### Переведённые на русский язык
- Жозе ди Аншиета. Сообщение о Бразилии и её Капитаниях - 1584 год. (недоступная ссылка — история). Terra Brasilis A.D. 1500: документальные источники по истории Бразилии (26 августа 2010). — Перевод с португальского и примечания — О. И. Дьяконов, 2010, Россия, Москва. Дата обращения: 26 августа 2010.
- Жозе ди Аншиета. Сообщение о Браках у Индейцев Бразилии. (недоступная ссылка — история). Terra Brasilis A.D. 1500: документальные источники по истории Бразилии (30 августа 2010). — Перевод с португальского и примечания — О. И. Дьяконов, 2010, Россия, Москва. Дата обращения: 30 августа 2010.